# Okrzeszyn
Okrzeszyn [ɔˈkʂɛʂɨn]IPA (před rokem 1945 německy Albendorf, krátce po 2. světové válce Albinów, česky se zřídka používá též název Okřešín) je ves v Polském Slezsku, nacházející se v Dolnoslezském vojvodství, v kamiennogórském okrese, v gmině Lubawka, v takzvaném Okrzeszynském výběžku, který je ze západu, jihu i východu obklopen českým územím. Obcí protéká potok Szkło, který se na českém území vlévá do Petříkovického potoka. Na rozdíl od většiny polského území leží Okrzeszyn v povodí Labe (spolu se sousední obcí Uniemyśl), takže při cestě do polského vnitrozemí člověk překonává rozvodí Severního a Baltského moře. V letech 1975–1998 spadala obec administrativně do dnes již neexistujícího Jelenohorského vojvodství.

## Historie

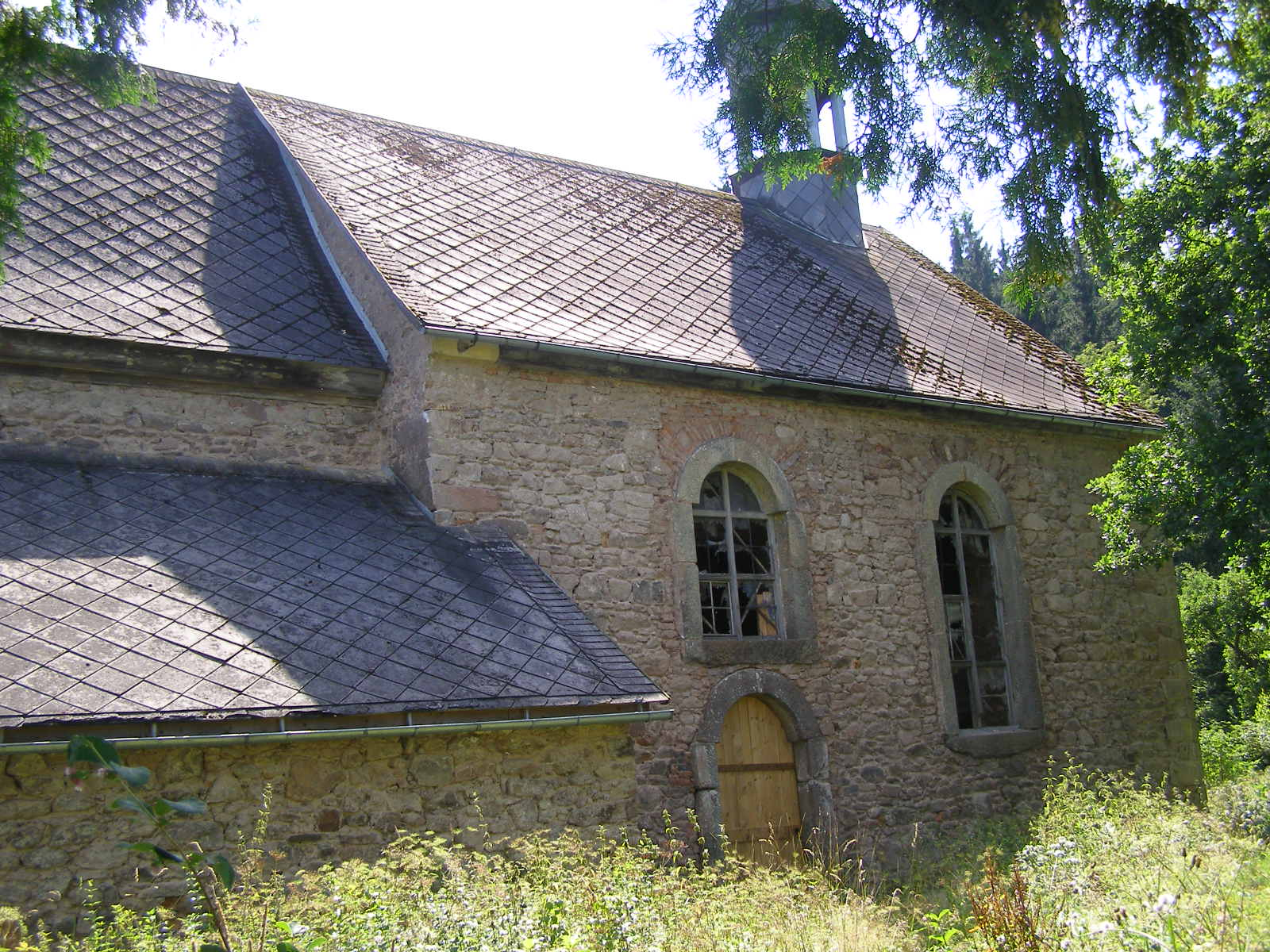
Hřbitovní kostel sv. Michala

Okrzeszyn byl pravděpodobně založen Čechy v 11. století. Na konci 13. století byl jakožto majetek Svídnického knížectví darovaný klášteru cisterciáků v Křešově, v jehož vlastnictví zůstal až do roku 1810, kdy byla v Prusku provedena reforma církevního majetku. V 17. a 18. století se v Okrzeszyně rozvíjelo tkalcovství a kamenictví. V 19. století byl otevřen černouhelný důl (obec se nachází v žacléřsko-svatoňovické uhelné pánvi, kde byl i nejstarší uhelný důl v Čechách v Žacléři), v té době tu fungoval i lihovar a pivovar. Úpadek Okrzeszyna nastal po roce 1945, kdy byl zrušen hraniční přechod, což se stalo velkou překážkou pro rozvoj turistického ruchu.
Od roku 1947 byl v blízkosti obce prováděn průzkum ložisek uranových rud. Uranový důl Okrzeszyn byl rozestavěn, ale s těžbou se v něm nikdy nezačalo.
V devadesátých letech byl pro pěší a cyklisty opět otevřen hraniční přechod Petříkovice-Okrzeszyn, čímž se značně zlepšila dostupnost z českého území.

### Železnice

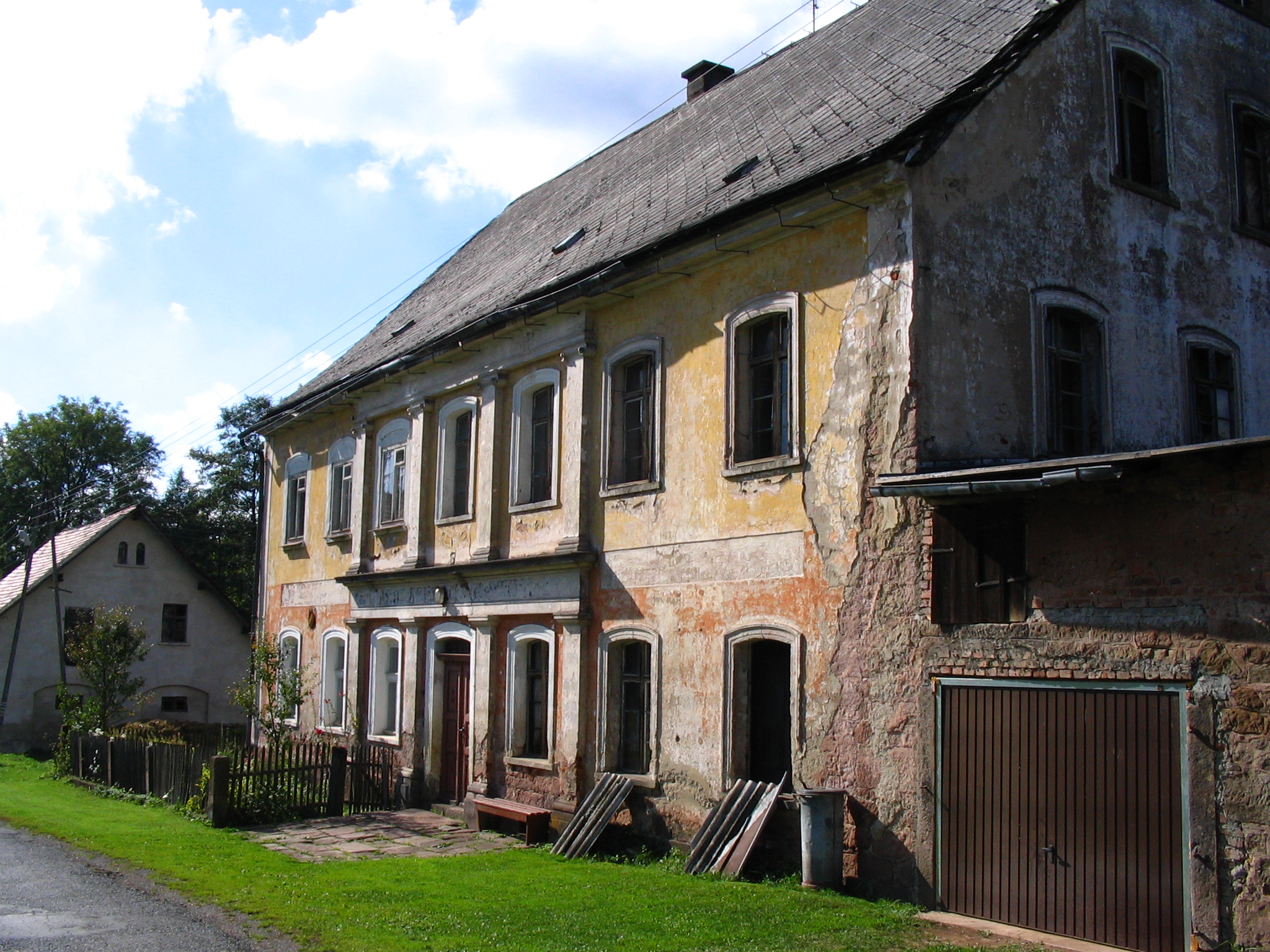
Domy v obci u hlavní silnice

V roce 1889 byla do Okrzeszyna dovedena regionální železniční trať z Kamiennej Góry, která tu měla svou koncovou stanici. Několikrát se uvažovalo o jejím prodloužení přes hranici (zbývalo pouhých asi 1,5 km) a napojení na českou trať Trutnov-Teplice nad Metují (dnešní trať 047), k čemuž však nikdy nedošlo. Jako důvod se uvádějí konkurenční zájmy provozovatelů sousední trati, překračující hranici v Královci. Železnice i přesto významně přispěla k rozvoji Okrzeszyna – před 2. světové válkou přepravila každoročně přes 100 tisíc cestujících a až 20 tisíc tun nákladu. Trať byla zbudována akciovou společností Dráha údolí Zadrny (německy Ziederthalbahn AG), po 2. světové válce byla začleněna do sítě PKP. Do roku 1954 na ní fungovala osobní doprava, do roku 1959 nákladní. Chátrající kolejový svršek byl rozebrán v roce 1973, dodnes se ale zachovala bývalá staniční budova z červených cihel, stojící na západním kraji obce.

## Památky

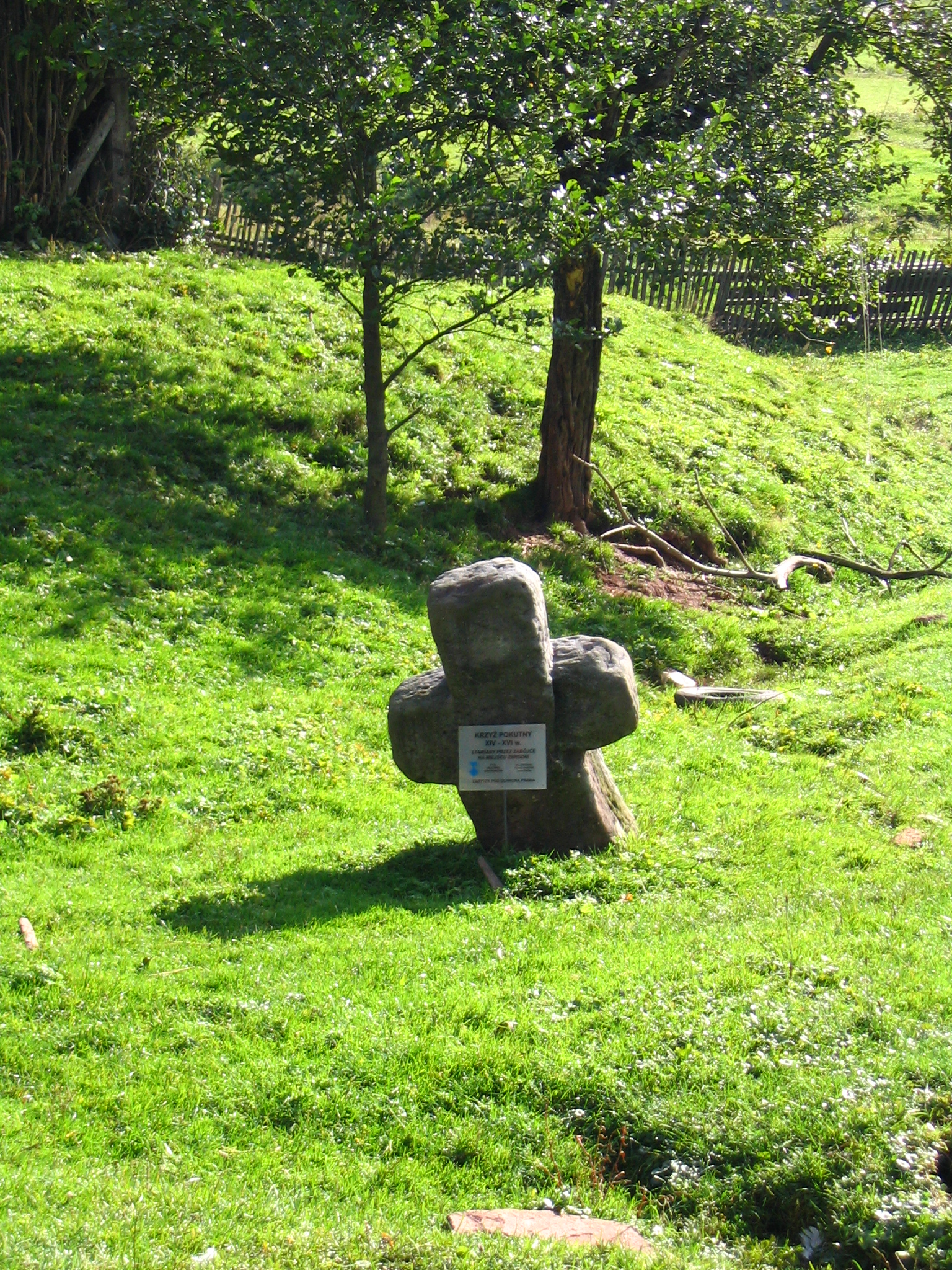
Smírčí kříž

- novogotický kostel Narození Panny Marie
- zchátralý hřbitovní renesančně-barokní kostel svatého Michala na jižním konci obce, v blízkosti hraničního přechodu
- smírčí kříž z roku 1717